# Calendario republicano francés
El calendario republicano francés (en francés: Calendrier républicain) es un calendario propuesto durante la Revolución francesa y adoptado por la Convención Nacional, que lo empleó entre 1792 y 1806. El diseño intentaba adaptar el calendario al sistema decimal y eliminar del mismo las referencias religiosas;  el año comenzaba el 22 de septiembre, coincidiendo con el equinoccio de otoño en el hemisferio norte.
El calendario republicano fue diseñado por el matemático Gilbert Romme, miembro de la Convención, con la ayuda de los astrónomos Joseph Jerôme de Lalande, Jean-Baptiste Joseph Delambre y Pierre-Simon Laplace, aunque se le suele atribuir notable participación al poeta Fabre d'Églantine, quien dio los nombres a los meses y días.
Nació así por decreto de la Convención Nacional Francesa del 5 de octubre de 1793, y el calendario fue adoptado por la Convención Nacional controlada por los jacobinos el 24 de octubre de 1793. Se fijó su inicio el 22 de septiembre de 1792, coincidiendo con la proclamación de la República en el Jeu de Paume. De ese modo, el calendario comenzó un año antes de ser finalmente adoptado, el día del inicio de la nueva era de Francia, al punto que el periodo de septiembre de 1792 a septiembre de 1793 fue denominado «Año Uno de la Revolución».
El calendario fue de aplicación civil en Francia y sus colonias americanas y africanas hasta que Napoleón abolió su uso oficial el 1 de enero de 1806 (de hecho este día correspondió a la medianoche del 10 de nivoso del año XIV, es decir, el 31 de diciembre de 1805, poco más de doce años después de haber sido introducido) como una manera oportuna de eliminar los signos del republicano.
Napoleón se había autoproclamado emperador de los franceses en diciembre de 1804 y había creado la nueva nobleza imperial durante el año 1805. Ambos conceptos eran incompatibles con la naturaleza de este calendario. Además, tras la abolición del calendario republicano y la vuelta al gregoriano, se reconcilió con los católicos y el papado, de los que consiguió una cierta tolerancia al devolver las festividades civiles y religiosas de la Iglesia católica; por otra parte, consideró asimismo cuestiones prácticas, tales como las ventajas de utilizar el calendario gregoriano, que casi todo el resto de Europa empleaba entonces.

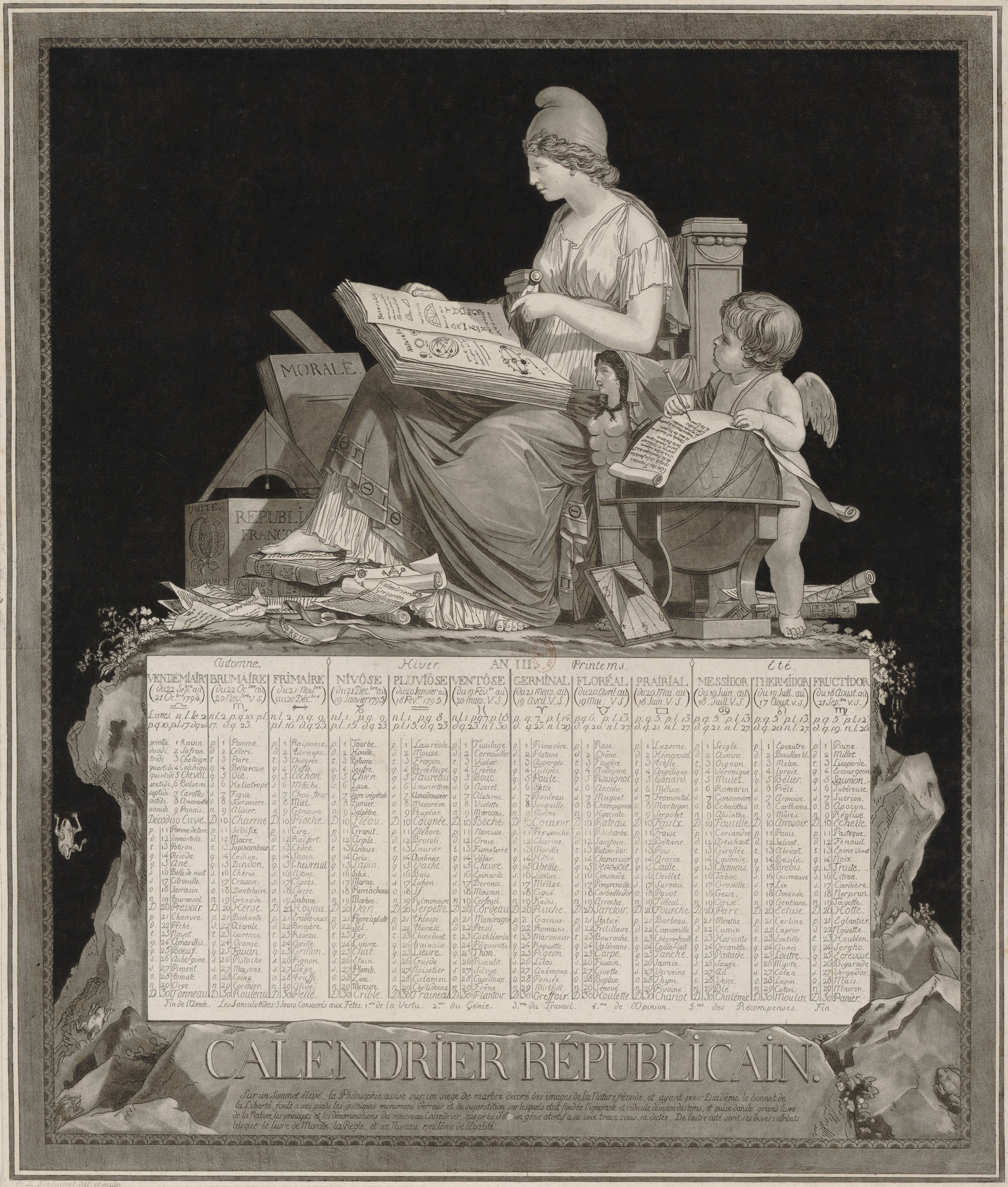
Calendario republicano de 1794.

Este calendario se volvió a implantar brevemente tras el derrocamiento de Napoleón en 1814, y fue usado también por la efímera Comuna de París de 1871.

## Creación
En la mañana del 21 de septiembre de 1792, la Convención Nacional se reunió primero en el palacio de las Tullerías de París, y luego se trasladó a la Salle du Manège, lugar de las reuniones de la Asamblea Legislativa. Los diputados aprobaron por unanimidad el proyecto de ley del abate Grégoire «La Convención Nacional decreta la abolición de la realeza en Francia», entre prolongados vítores de alegría del público y gritos de «¡Viva la Nación!».
Esta votación se produjo en vísperas del tercer aniversario de la adopción del primer artículo de la Constitución de 1789: «El gobierno francés es monárquico; no hay en Francia ninguna autoridad superior a la Ley; el Rey sólo reina por ella; y solo en virtud de las Leyes puede exigir obediencia».
Al día siguiente, durante la sesión de la mañana, la Convención decretó que todos los actos públicos a partir del 22 de septiembre llevarían en adelante la fecha del primer año de la República Francesa. Se da la circunstancia de que ese día era también el del equinoccio de otoño según el Observatorio de París. Aprovechando esta coincidencia, los revolucionarios asociaron posteriormente este acontecimiento con el inicio de la era republicana.

### Antecedentes
Desde el comienzo de la Revolución, al día siguiente del 14 de julio, los periódicos, intuyendo que se estaba produciendo una convulsión, llamaron a este año 1789 el primer año de la Libertad. El viejo cómputo ya no podía presidir los nuevos tiempos.
En una carta al Sr. de Lalande publicada el 17 de mayo de 1790 en la Gazette nationale o Le Moniteur universel, se puede leer: «Cuando Julio César terminó de destruir la libertad romana, cuando aceptó la dictadura perpetua y se hizo nombrar emperador, su primera preocupación, como para marcar aquel período desastroso, fue reformar el calendario. ¿No es el momento en que Francia acaba de regenerarse [...] el más favorable para proponer tal cambio? [...] Es a usted, señor, a quien creo que debo someter esta idea, como el más capaz de desarrollarla y llevarla a cabo».
El autor sugiere en dicha carta fijar el comienzo del año en el equinoccio de primavera, el 20 o el 21 de marzo, y en aras de la simplicidad, proponía que «el cambio comenzara el 1 de abril de 1789, un nuevo estilo, y que se llamara la Era de la Libertad, como ya hizo uno de los miembros de la Asamblea Nacional, el señor Barère de Vieuzac, a quien debemos las Étrennes du citoyen». Es cierto que la idea se inspiraba en proyectos anteriores.
Ya en 1785, Riboud, antiguo fiscal real de Bourg-en-Bresse, había publicado las Étrennes littéraires ou Almanach offert aux amis de l'humanité. En él, los nombres de los grandes hombres sustituyen a los de los santos de la Iglesia. Para celebrar los cumpleaños de los más ilustres, instituyó fiestas que recordaban su obra o sus servicios. La fiesta de la agricultura cae en el día dedicado a Columela; Jean-Jacques Rousseau preside la fiesta de las almas sensibles, y Scarron la de los enfermos agradables. Para Newton, es la gran fiesta del universo.
En 1788, al que llama «El primer Año del reinado la Razón», Maréchal, subbliotecario de la biblioteca Mazarino, retomó la misma idea, pero la desarrolló de forma completamente diferente al publicar su Almanach des Honnêtes Gens, en el que, rechazando el calendario gregoriano y eligiendo el 1 de marzo como el comienzo del suyo para respetar el orden de los meses del antiguo calendario romano, sustituyó los santos por personajes famosos, prefigurando así el futuro calendario revolucionario; la obra fue condenada a la hoguera por el Parlamento de París y su autor fue internado durante tres meses.

### Eras revolucionarias
Así pues, se pidió a los astrónomos que se pusieran a trabajar, pero en realidad hubo muchas pruebas y errores antes de fijar la «Era de los franceses».
Algunos pretendían que se tomara la fecha de la apertura de los Estados Generales de 1789 en Versalles, es decir, el 5 de mayo; otros preferían el 17 de junio, día en que el Tercer Estado se declaró «Asamblea Nacional»; otros, por último, pedían el 20 de junio (el juramento del Juego de Pelota).
Le Moniteur universel, cuyo primer número data precisamente del día de la apertura de los Estados Generales y que se publicó diariamente desde el 24 de noviembre de 1789, incluye por primera vez tras la fecha del día, el 1 de julio de 1790, las palabras «Segundo Año de la Libertad; una era de la Libertad que para este periódico se inicia con la toma de la Bastilla, cuando titula dos semanas después «1er día del 2º Año de la Libertad» en su número del 14 de julio de 1790.
Hubo que esperar a que la Asamblea Legislativa aprobara el decreto de 2 de enero de 1792 para que el inicio de la era de la Libertad se fijara oficialmente en el 1 de enero de 1789: «Todos los actos públicos, civiles, judiciales y diplomáticos llevarán la inscripción de la era de la libertad», con el argumento de que «todo el año debía ser honrado por haber dado nacimiento a la Libertad» .
Tras la insurrección parisina del 10 de agosto de 1792, la Revolución hizo honor a la igualdad, «porque la igualdad más perfecta —declara Collot d'Herbois ante la Asamblea Legislativa el 5 de agosto de 1792— es la base de nuestros principios políticos». El homenaje a la igualdad, junto a la libertad, alteró durante un tiempo la presentación de las fechas del calendario. Por primera vez, el 21 de agosto de 1792, Le Moniteur universel utilizó el triple cómputo «Martes 21 de agosto de 1792, cuarto año de la Libertad, y primero de la Igualdad».
Luego, el 22 de septiembre de 1792, en la apertura de la sesión de la Convención, el diputado de París Billaud-Varenne pidió «que a partir del día de ayer, en lugar de fechar los actos el cuarto año de la libertad, etc., se feche el primer año de la República Francesa». Dos días después, «El 1er año de la República francesa» sustituye al «4º año de la Libertad y al primero de la Igualdad» en el título del Moniteur.
Tres meses más tarde, el 20 de diciembre de 1792, la Convención encargó a su Comité Instrucción Pública que le presentara en el plazo más breve posible «un informe sobre las ventajas que debería aportar a Francia la concordancia de su era republicana con la era común». Por lo tanto, en un principio no se trataba de excluir la «era común» (el calendario gregoriano) en favor de un calendario único (el calendario republicano).

### La comisión Romme
Se creó una comisión, formada por el diputado de Puy-de-Dôme Romme y el diputado de Ardennes Ferry, que pidieron que se les sumara Dupuis y que Romme fuera el ponente. En calidad de tal generalmente se le atribuye la creación del calendario republicano. La comisión se rodeó de miembros de la Academia de Ciencias y asoció a Guyton-Morveau, Lagrange, Lalande, Monge y Pingré a sus trabajos. Llama la atención el paralelismo entre la comisión de pesos y medidas y la comisión del calendario; en ambos casos, los ideólogos y políticos rodean y supervisan a los científicos, siendo que los objetivos de unos era muy diferentes a los de los otros.
De hecho, este grupo de trabajo, sin duda por iniciativa de su ponente, abandonó la idea de una concordancia entre el calendario gregoriano y la era republicana en favor de la reforma del calendario, y el informe solicitado por la Convención nunca se redactó. La gestación del proyecto durará nueve meses, y el 17 de septiembre de 1793 Romme pudo presentar el trabajo de la comisión al Comité de Instrucción Pública, que abrió la discusión el 19; después los presentó a la Convención el 20 de septiembre de 1793.
Romme desarrolla en su informe los principios y la motivación de la nueva división del tiempo. Apoyándose en la retórica revolucionaria, encuentra asombrosas fórmulas que marcan los fines ideológicos de la reforma.

« Le temps ouvre un nouveau livre à l'histoire ; et dans sa marche nouvelle, majestueuse et simple comme l'égalité, il doit graver d'un burin neuf les annales de la France régénérée41. […] Le 21 septembre, le dernier de la monarchie et qui doit être le dernier de l'ère vulgaire, les représentants du peuple français réunis en Convention nationale ont ouvert leur session et ont prononcé l'abolition de la royauté.

Le 22 septembre ce décret fut proclamé dans Paris, le 22 septembre fut décrété le premier de la République, et le même jour à 9 heures 18 minutes 30 secondes du matin le soleil est arrivé à l'équinoxe vrai, en entrant dans le signe de la balance. Ainsi l'égalité des jours aux nuits était marquée dans le ciel, au moment même où l'égalité civile et morale était proclamée par les représentants du peuple français comme le fondement sacré de son nouveau gouvernement. »
«El tiempo abre un nuevo libro a la historia; y en su nueva marcha, majestuosa y sencilla como la igualdad, debe grabar con un nuevo cincel los anales de la Francia regenerada. […] El 21 de septiembre, el último de la monarquía y que debe ser el último de la era común, los representantes del pueblo francés reunidos en la Convención nacional abrieron su sesión y pronunciaron la abolición de la realeza.

El 22 de septiembre este decreto fue proclamado en París, el 22 de septiembre se decretó el primero de la República, y el mismo día a las 9 horas, 18 minutos y 30 de la mañana el sol llegó al equinoccio verdadero, entrando en el signo de Libra. Así quedó marcada en el cielo la igualdad de los días y las noches, en el mismo momento en que los representantes del pueblo francés proclamaban la igualdad civil y moral como fundamento sagrado de su nuevo gobierno.»

A continuación, el informe presenta la arquitectura del nuevo calendario propuesto con un año cuyo inicio se fija en el día del equinoccio de otoño, un año bisiesto cada 4 años, con una nueva nomenclatura delos doce meses, cada uno de 30 días, divididos en 3 partes de 10 días denominadas décadas, con un total anual de 36 décadas, y para finalizar el año cuya duración no cambia, 5 días añadidos y un sexto el año bisiesto; también se agrega una división decimal del día, hora, etc. La presentación de Romme del 20 de septiembre se completa con un proyecto de decreto.

### La Convención nacional
El debate comenzó en la Convención en los siguientes quince días, reflejando la división entre sus facciones, ya que se tocaban los símbolos mismos de la República. Bentabole, diputado del Bajo Rin y amigo de Marat, reflejando sin duda el sentimiento de cansancio, considera el mismo 5 de octubre «que la Convención nacional, al fijar la era francesa, ya ha hecho bastante y que debe parar». Encuentra inútil y hasta peligroso cambiar las subdivisiones del tiempo y su denominación.
«Cuando Mahoma —declara—, conquistador y legislador, dio otra era a los pueblos sometidos a su poder, su objetivo fue separarlos del resto de los hombres e inspirarles un respeto supersticioso hacia el culto que les prescribía. Nuestro objetivo —concluye— es contrario al de aquel impostor; queremos unir a todos los pueblos a través de la fraternidad […] Pido que aplacemos el resto del proyecto». Lebon, diputado del Paso de Calais, se opone al aplazamiento: «Si el fanatismo pudo fortalecer su imperio por este medio, ¿por qué no utilizarlo para fundar la libertad?».
Un diputado del Norte, Duhem, sostiene que el calendario debe elaborarse menos para Francia que para todas las naciones. «Yo voto —dice— por nombrar las divisiones del tiempo por su orden numérico». Romme acepta suprimir las denominaciones revolucionarias o más bien sustituirlas por denominaciones morales. «El primer día —dice, desarrollando su proyecto— es el de los esposos». «Todos los días son el día de los esposos», responde no sin malicia el diputado de Seine-Inférieure Antoine-Louis Albitte. La Convención adopta entonces las denominaciones morales.
Lebon subraya de inmediato la ridiculez de esas denominaciones y aconseja abandonarlas: «Además —suplica—, la dificultad de sobrecargar la memoria con tantos nombres hará que se conserven los antiguos y se habrá perdido su finalidad». Y pide a sus compañeros que retiren el decreto.
Reconsiderando su decisión, la Convención recapacita y decide retirar su primer decreto adoptado momentos antes para volver a la denominación ordinal de meses, días y décadas.

### El calendario revolucionario
El decreto de la Convención Nacional relativo a la era de los franceses se publicó el 5 de octubre de 1793. El calendario republicano entró en vigor al día siguiente del decreto, el 7 de octubre, después del número del diario (que siempre corresponde al día en el año gregoriano), Le Moniteur universelle reemplaza la fecha gregoriana mencionada hasta entonces por la fecha republicana del día, «El 16 del primer mes». Luego, al día siguiente, su numeración cambia para convertirse en la del día en el año republicano en curso.
Pero los inconvenientes surgen, en cuanto se quiere usar. El pueblo, casi siempre dominado y gobernado por la imaginación, lo encuentra demasiado  abstracto. La redacción de actas oficiales se vuelve laboriosa. ¿Es posible exponerse a escribir frases como esta: «el segundo día de la segunda década del segundo mes del segundo año de la República?».
El 18 de octubre de 1793 se creó una nueva comisión de la Convención encargada de estudiar una nueva nomenclatura de meses y días, y aparece un nuevo nombre (los demás ya formaban parte del Comité de Instrucción Pública). La nomenclatura propuesta por Romme  no puede competir con la sonoridad y la poderosa poesía imaginada por Fabre d'Églantine y aprobada por la Convención el 24 de octubre.
El Monitor Universal oficializa el 29 estas innovaciones encabezando «Octodi, primera década de Brumario» donde, después de "En el año 2 de la República» de diarios anteriores, «una e indivisible» desde el 26 de octubre, ahora se lee el doble cómputo (fecha republicana más fecha gregoriana adornada al «viejo estilo»).
El decreto que da su forma definitiva al calendario se publicó el 4 de Frimario año II (24 de noviembre de 1793), el día del níspero. Abole la «era común» para uso civil y define el 22 de septiembre de 1792 como primer día de la «era de los Franceses», siendo el primer año el año I. Para los años siguientes, el primer día del año es el del equinoccio verdadero en el meridiano de París. Los astrónomos fueron los encargados de determinar el momento del fenómeno y unos días después un decreto fijó a continuación el inicio del año.
Para Marc de Vissac, este calendario tiene de revolucionario solamente el nombre.
«Sería pueril cuestionar la ingeniosa combinación del calendario republicano, al mismo tiempo que la audacia de espíritu de quienes lo concibieron. Pero también nos vemos obligados a señalar que esta concepción, por grandiosa que sea, no era más que una colección de reminiscencias. Romme y sus colegas buscaron, encontraron y se lo apropiaron; no inventaron nada».
«La división en doce meses era universal y una de las más antiguas. La división del mes en décadas había existido en Atenas. Los cinco días añadidos ya se encuentran en el año egipcio. La francíada es copia servil de la antigua Olimpiada. Los tirios ya databan la recuperación de  su libertad».
«Y en cuanto a tomar el equinoccio de otoño como época inicial del año, era volver al uso de los caldeos, los persas, los sirios, los fenicios y los cartagineses; era volver a la era seléucida».
«De las fiestas decretadas, no es la más original la de la Opinión, que no era sino renovar el Día del Triunfo de los romanos, cuando el soldado, colocado detrás del carro, podía exhalar libremente todo lo que le sugerían su odio y  su alegría».

## Los meses del año
En el calendario republicano, los años siempre empezaban en el equinoccio de otoño, tenía doce meses de treinta días cada uno. Los meses se dividen en tres décadas de diez días (desaparecen las semanas). No coinciden exactamente con los meses del calendario gregoriano, al empezar siempre la cuenta de los meses con el inicio astronómico de las estaciones, tal y como se hace también con el zodiaco griego. Los nombres de los meses adoptan denominaciones de fenómenos naturales y de la agricultura:
Otoño (terminación -ario, -aire):

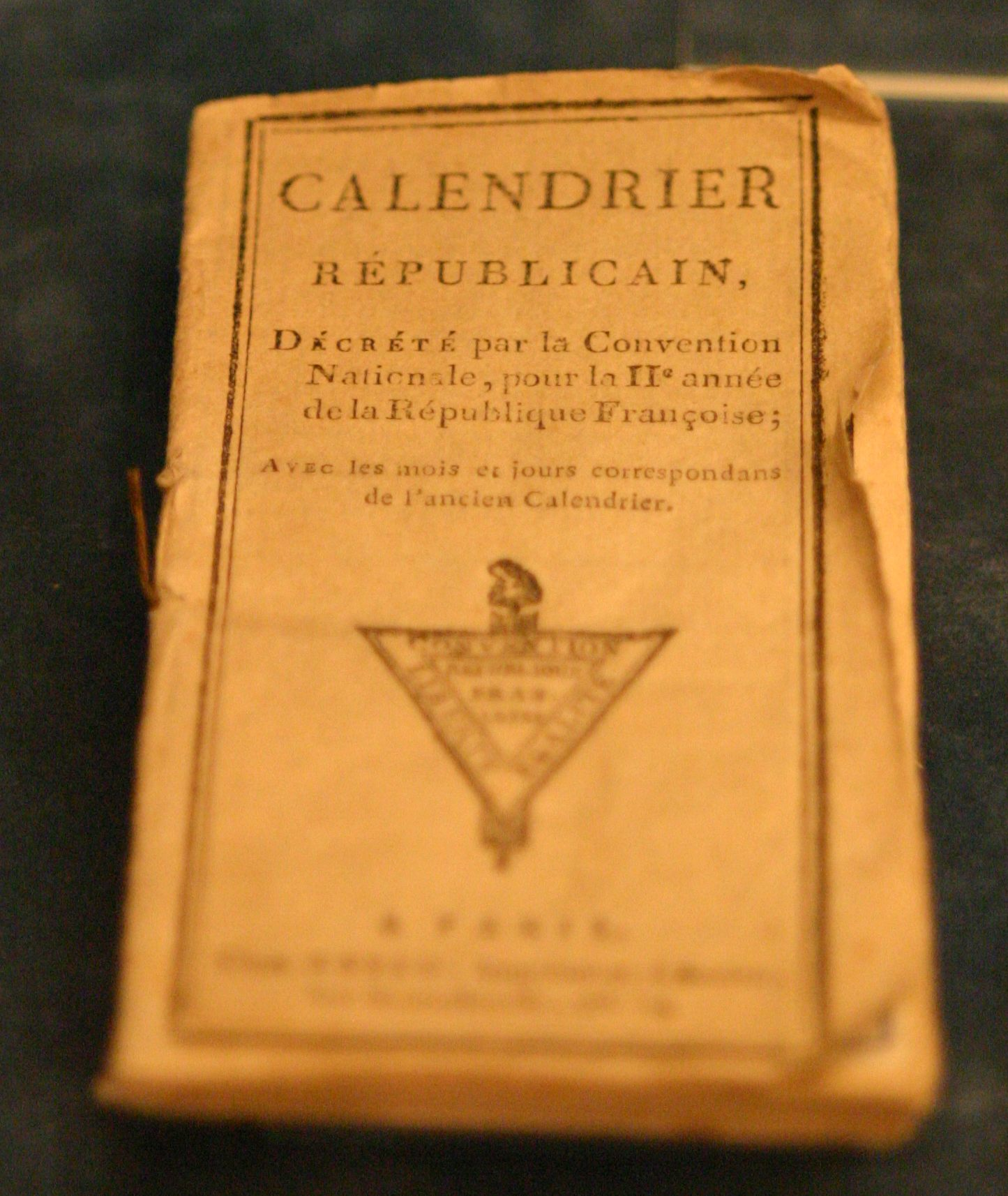
Una copia del Calendario Republicano Francés en el Museo Histórico de Lausanne.

- Vendimiario (Vendémiaire, del latín vindemia, 'vendimia'), a partir del 22, 23 o 24 de septiembre.
- Brumario (Brumaire, del francés brume, 'bruma'), a partir del 22, 23 o 24 de octubre.
- Frimario (Frimaire, del francés frimas, 'escarcha'), a partir del 21, 22 o 23 de noviembre.

Invierno (terminación -oso, -ôse):
- Nivoso (Nivôse, del latín nivosus, 'nevado'), a partir del 21, 22 o 23 de diciembre.
- Pluvioso (Pluviôse, del latín pluviosus, 'lluvioso'), a partir del 20, 21 o 22 de enero.
- Ventoso (Ventôse, del latín ventosus, 'ventoso'), a partir del 19, 20 o 21 de febrero.

Primavera (terminación -al):
- Germinal (del latín germen, 'semilla'), a partir del 20 o 21 de marzo.
- Floreal (Floréal, del latín flos, 'flor'), a partir del 20 o 21 de abril.
- Pradial (Prairial, del francés prairie, 'pradera'), a partir del 20 o 21 de mayo.

Verano (terminación -idor):
- Mesidor (Messidor, del latín messis, 'cosecha'), a partir del 19 o 20 de junio.
- Termidor (Thermidor, del griego thermos, 'calor'), a partir del 19 o 20 de julio.
- Fructidor (del latín fructus, 'fruta'), a partir del 18 o 19 de agosto.

La mayoría de los nombres de meses son neologismos derivados de palabras similares en francés, latín o griego. Las terminaciones de los nombres están agrupadas según la estación.
Cada uno de los diez días de las décadas se llaman sencillamente primidi, duodi, tridi, quartidi, quintidi, sextidi, septidi, octidi, nonidi, décadi.
Los cinco días (seis en años bisiestos) que hacen falta para completar el año se empleaban como fiestas nacionales al final de cada año. Al principio estos días fueron conocidos como les Sans-Culottides, pero después del año III (1795) fueron conocidos como les jours complémentaires o días complementarios:
- Fiesta de la Virtud, el 17 o 18 de septiembre.
- Fiesta del Talento, el 18 o 19 de septiembre.
- Fiesta del Trabajo, el 19 o 20 de septiembre.
- Fiesta de la Opinión, el 20 o 21 de septiembre.
- Fiesta de las Recompensas, el 21 o 22 de septiembre.
- Fiesta de la Revolución, el 22 o 23 de septiembre (en años bisiestos).

Los años bisiestos en el calendario republicano fueron un punto muy polémico, debido a los requerimientos de comenzar el año en el equinoccio otoñal, así como de añadir un día cada cuatro años (como en el calendario gregoriano). Aunque los años III, VII y XI fueron considerados años bisiestos, y los años XV y XX también se planificaron como tales, nunca se desarrolló un algoritmo para determinar los años bisiestos después del año XX, porque el calendario fue abolido. Véase como referencia el informe y proyecto de decreto presentados por G. Romme, el 19 de floreal, año III:

Una regla de intercalación levantará todos los inconvenientes. La que nos proponen los astrónomos conduce a tres correcciones indispensables: una cada cuatro años, la segunda cada cuatrocientos años; la tercera cada treinta y seis siglos, o por más conveniencia, cada cuatro mil años. Llamando franciades esos tres periodos sucesivos, todo el sistema de la computación francesa se encierra en esos seis resultados:
- Diez días forman una década;
- Tres décadas forman un mes;
- Doce meses y cinco días forman un año;
- Cuatro años y un día forman una franciade;
- Cien franciades simples, menos tres días, forman una franciade secular;
- Diez franciades seculares, menos un día forman una franciade milar.

## Los días del año
En lugar de asociarse un santo a cada día, como ocurre en el calendario gregoriano católico, cada día se asocia con una planta, mineral, animal (los días terminados en 5) o una herramienta (los días terminados en 0).

### Otoño

#### Vendémiaire
(22 de septiembre ~ 21 de octubre)
1. Raisin (uva)
2. Safran (azafrán)
3. Châtaigne (castaña)
4. Colchique (cólquida)
5. Cheval (caballo)
6. Balsamine (balsamina)
7. Carotte (zanahoria)
8. Amaranthe (amaranto)
9. Panais (chirivía)
10. Cuve (tinaja)
11. Pomme de terre (patata)
12. Immortelle (flor de papel)
13. Potiron (calabaza)
14. Réséda (reseda)
15. Âne (asno)
16. Belle de nuit (bella de noche)
17. Citrouille (calabaza otoñal)
18. Sarrasin (alforfón)
19. Tournesol (girasol)
20. Pressoir (lagar)
21. Chanvre (cáñamo)
22. Pêche (melocotón)
23. Navet (nabo)
24. Amaryllis (amarilis)
25. Bœuf (buey)
26. Aubergine (berenjena)
27. Piment (pimiento)
28. Tomate (tomate)
29. Orge (cebada)
30. Tonneau (barril)

#### Brumaire
(22 de octubre ~ 20 de noviembre)
1. Pomme (manzana)
2. Céleri (apio)
3. Poire (pera)
4. Betterave (remolacha)
5. Oie (oca)
6. Héliotrope (heliótropo)
7. Figue (higo)
8. Scorsonère (escorzonera)
9. Alisier (mostajo)
10. Charrue (arado)
11. Salsifis (salsifí)
12. Macre (castaña de agua)
13. Topinambour (tupinambo)
14. Endive (endibia)
15. Dindon (pavo)
16. Chervis (escaravía)
17. Cresson (berro)
18. Dentelaire (dentelaria)
19. Grenade (granada)
20. Herse (grada)
21. Bacchante (bacante)
22. Azerole (acerolo)
23. Garance (rubia roja)
24. Orange (naranja)
25. Faisan (faisán)
26. Pistache (pistacho)
27. Macjonc (Lathyrus tuberosus)
28. Coing (membrillo)
29. Cormier (serbal)
30. Rouleau (rodillo)

#### Frimaire
(21 de noviembre ~ 20 de diciembre)
1. Raiponce (rapónchigo)
2. Turneps (nabo forrajero)
3. Chicorée (achicoria)
4. Nèfle (níspero)
5. Cochon (cerdo)
6. Mâche (canónigo)
7. Chou-fleur (coliflor)
8. Miel (miel)
9. Genièvre (enebro)
10. Pioche (pico)
11. Cire (cera)
12. Raifort (rábano picante)
13. Cèdre (cedro)
14. Sapin (abeto)
15. Chevreuil (corzo)
16. Ajonc (tojo)
17. Cyprès (ciprés)
18. Lierre (hiedra)
19. Sabine (sabina)
20. Hoyau (azadón)
21. Erable (arce)
22. Bruyère (brezo)
23. Roseau (caña)
24. Oseille (acedera)
25. Grillon (grillo)
26. Pignon (piñón)
27. Liège (corcho)
28. Truffe (trufa)
29. Olive (aceituna)
30. Pelle (pala)

### Invierno

#### Nivôse
(21 de diciembre ~ 19 de enero)
1. Tourbe (turba)
2. Houille (carbón)
3. Bitume (betún)
4. Soufre (azufre)
5. Chien (perro)
6. Lave (lava)
7. Terre végétale (suelo)
8. Fumier (estiércol)
9. Salpêtre (salitre)
10. Fléau  (mayal)
11. Granit (granito)
12. Argile (arcilla)
13. Ardoise (pizarra)
14. Grès (arenisca)
15. Lapin (conejo)
16. Silex (sílex)
17. Marne (marga)
18. Pierre à chaux (caliza)
19. Marbre (mármol)
20. Van (criba)
21. Pierre à plâtre (piedra de yeso)
22. Sel (sal)
23. Fer (hierro)
24. Cuivre (cobre)
25. Chat (gato)
26. Étain (estaño)
27. Plomb (plomo)
28. Zinc (cinc)
29. Mercure (mercurio)
30. Crible (tamiz)

#### Pluviôse
(20 de enero ~ 18 de febrero)
1. Lauréole (laureola)
2. Mousse (musgo)
3. Fragon (rusco)
4. Perce-neige (galanto)
5. Taureau (toro)
6. Laurier-thym (durillo)
7. Amadouvier (hongo yesquero)
8. Mézéréon (mezereón o matacabras)
9. Peuplier (álamo)
10. Coignée (hacha)
11. Ellébore (eléboro)
12. Brocoli (brécol)
13. Laurier (laurel)
14. Avelinier (avellano)
15. Vache (vaca)
16. Buis (boj)
17. Lichen (liquen)
18. If (tejo)
19. Pulmonaire (pulmonaria)
20. Serpette (navaja corquete)
21. Thlaspi (carraspique)
22. Thimele (torvisco)
23. Chiendent (gramilla)
24. Trainasse (centinodia)
25. Lièvre (liebre)
26. Guède (isatide)
27. Noisetier (avellano)
28. Cyclamen (ciclamen)
29. Chélidoine (celidonia mayor)
30. Traîneau (trineo)

#### Ventôse
(19 de febrero ~ 20 de marzo)
1. Tussilage (tusilago)
2. Cornouiller (corno)
3. Violier (alhelí)
4. Troène (aligustre)
5. Bouc (macho cabrío)
6. Asaret (jengibre silvestre)
7. Alaterne (aladierno)
8. Violette (violeta)
9. Marceau (sauce cabruno)
10. Bêche (pala)
11. Narcisse (narciso)
12. Orme (olmo)
13. Fumeterre (fumaria)
14. Vélar (erísimo)
15. Chèvre (cabra)
16. Épinard (espinaca)
17. Doronic (doronicum)
18. Mouron (anagallis)
19. Cerfeuil (perifollo)
20. Cordeau (hilo)
21. Mandragore (mandrágora)
22. Persil (perejil)
23. Cochiéaria (coclearia)
24. Pâquerette (margarita)
25. Thon (atún)
26. Pissenlit (diente de león)
27. Sylve (anémona de bosque)
28. Capillaire (culantrillo)
29. Frêne (fresno)
30. Plantoir (plantador)

### Primavera

#### Germinal
(21 de marzo ~ 19 de abril)
1. Primevère (primavera)
2. Platane (plátano de sombra)
3. Asperge (espárrago)
4. Tulipe (tulipán)
5. Poule (gallina)
6. Bette (acelga)
7. Bouleau (abedul)
8. Jonquille (junquillo)
9. Aulne (alnus)
10. Couvoir (nidal)
11. Pervenche (vincapervinca)
12. Charme (carpe)
13. Morille (morchella)
14. Hêtre (haya)
15. Abeille (abeja)
16. Laitue (lechuga)
17. Mélèze (alerce)
18. Ciguë (cicuta)
19. Radis (rábano)
20. Ruche (colmena)
21. Gainier (árbol de Judea)
22. Romaine (lechuga romana)
23. Marronnier (castaño de Indias)
24. Roquette (roqueta)
25. Pigeon (paloma)
26. Lilas (lila)
27. Anémone (anémona)
28. Pensée (pensamiento)
29. Myrtille (arándano)
30. Greffoir (cuchillo)

#### Floréal
(20 de abril ~ 19 de mayo)
1. Rose (rosa)
2. Chêne (roble)
3. Fougère (helecho)
4. Aubépine (majuelo)
5. Rossignol (ruiseñor)
6. Ancolie (aguileña)
7. Muguet (convalaria)
8. Champignon (seta)
9. Hyacinthe (jacinto)
10. Râteau (rastrillo)
11. Rhubarbe (ruibarbo)
12. Sainfoin (esparceta)
13. Bâton-d'or (erysimun)
14. Chamerops (palmito)
15. Ver à soie (gusano de seda)
16. Consoude (consuelda)
17. Pimprenelle (algáfita)
18. Corbeille d'or (alyssum)
19. Arroche (atriplex)
20. Sarcloir (escardillo, azada pequeña para quitar malas hierbas)
21. Statice (clavelina de mar)
22. Fritillaire (fritillaria)
23. Bourrache (borraja)
24. Valériane (valeriana)
25. Carpe (carpa)
26. Fusain (bonetero)
27. Civette (cebollín)
28. Buglosse (anchusa)
29. Sénevé (mostaza blanca)
30. Houlette (cayado)

#### Pradial
(20 de mayo ~ 18 de junio)
1. Luzerne (alfalfa)
2. Hémérocalle (lirio de día)
3. Trèfle (trébol)
4. Angélique (Angelica)
5. Canard (pato)
6. Mélisse (toronjil)
7. Fromental (Arrhenatherum elatius, mazorra)
8. Martagon (martagón)
9. Serpolet (Thymus serpyllum, serpol)
10. Faux (guadaña)
11. Fraise (fresa)
12. Bétoine (salvia)
13. Pois (guisante)
14. Acacia (acacia)
15. Caille (codorniz)
16. Œillet (clavel)
17. Sureau (saúco)
18. Pavot (Papaver, amapola)
19. Tilleul (tilo)
20. Fourche (horca)
21. Barbeau (barbo)
22. Camomille (Chamaemelum nobile, manzanilla)
23. Chèvrefeuille (madreselva)
24. Caille-lait (galium)
25. Tanche (Tinca tinca, tenca)
26. Jasmin (jazmín)
27. Verveine (verbena)
28. Thym (tomillo)
29. Pivoine (peonía)
30. Chariot (carro)

### Verano

#### Messidor
(19 de junio ~ 18 de julio)
1. Seigle (centeno)
2. Avoine (avena)
3. Oignon (cebolla)
4. Véronique (verónica)
5. Mulet (mula)
6. Romarin (romero)
7. Concombre (pepino)
8. Échalote (chalote)
9. Absinthe (absenta)
10. Faucille (hoz)
11. Coriandre (cilantro)
12. Artichaut (alcachofa)
13. Girofle (clavo)
14. Lavande (lavanda)
15. Chamois (gamuza)
16. Tabac (tabaco)
17. Groseille (grosella)
18. Gesse (lathyrus)
19. Cerise (cereza)
20. Parc (parque)
21. Menthe (menta)
22. Cumin (comino)
23. Haricot (judía)
24. Orcanète (palomilla de tintes)
25. Pintade (gallina de Guinea)
26. Sauge (salvia)
27. Aïl (ajo)
28. Vesce (algarroba)
29. Blé (trigo)
30. Chalémie (chirimía)

#### Thermidor
(19 de julio ~ 17 de agosto)
1. Épeautre (escanda / escaña)
2. Bouillon blanc (verbasco)
3. Melon (melón)
4. Ivraie (cizaña)
5. Bélier (carnero)
6. Prêle (cola de caballo)
7. Armoise (artemisa)
8. Carthame (cártamo)
9. Mûre (mora)
10. Arrosoir (regadera)
11. Panic (panicum)
12. Salicorne (salicor)
13. Abricot (albaricoque)
14. Basilic (albahaca)
15. Brebis (oveja)
16. Guimauve (malvaceaeMalvaceae)
17. Lin (lino)
18. Amande (almendra)
19. Gentiane (genciana)
20. Écluse (esclusa)
21. Carline (carlina)
22. Câprier (alcaparra)
23. Lentille (lenteja)
24. Aunée (InulaInula)
25. Loutre (nutria)
26. Myrte (mirto)
27. Colza (colza)
28. Lupin (lupino)
29. Coton (algodón)
30. Moulin (molino)

#### Fructidor
(18 de agosto ~ 16 de septiembre)
1. Prune (ciruela)
2. Millet (mijo)
3. Lycoperdon (soplo de lobo)
4. Escourgeon (cebada)
5. Saumon (salmón)
6. Tubéreuse (nardo)
7. Sucrion (cebada)
8. Apocyn (adelfa)
9. Réglisse (regaliz)
10. Échelle (escala)
11. Pastèque (sandía)
12. Fenouil (hinojo)
13. Épine vinette (berberis)
14. Noix (nuez)
15. Truite (trucha)
16. Citron (limón)
17. Cardère (cardencha)
18. Nerprun (espino cerval)
19. Tagette (clavelón)
20. Hotte (cesto)
21. Églantier (escaramujo)
22. Noisette (avellana)
23. Houblon (lúpulo)
24. Sorgho (sorgo)
25. Écrevisse (cangrejo de río)
26. Bigarade (naranja amarga)
27. Verge d'or (vara de oro)
28. Maïs (maíz)
29. Marron (castaña)
30. Panier (cesta)

## Abolición
El calendario fue abolido por muchas razones. Era un calendario descuadrado con el ciclo lunar y además la Iglesia católica se opuso por su intento de quitar la influencia cristiana del calendario. En los calendarios, su desarrollo se entiende en la elección de un adecuado ciclo largo (año), que coincida con el ciclo solar, y uno corto (semana o mes, dependiendo del calendario), que cuadre con el ciclo lunar. En esta línea, su gran problema era su completo desacompasamiento con el lunar: semanas (meses) de 10 (30) días ganan 2 días por cada ciclo lunar. Por ejemplo, este calendario era incompatible con los ritmos seculares de siembras, ferias y mercados agrícolas y ganaderos que se rigen principalmente por una combinación de los equinoccios (regidos por el ciclo solar) y los ciclos lunares. El concepto de semana de 7 días es de origen lunar (4 semanas es un ciclo lunar) y está presente ya en el calendario babilónico (s. VI a. C.).
La semana laboral de diez días era también impopular porque dejaba menos días de descanso a los trabajadores, al ser uno de cada diez, en lugar de uno de cada siete.

## Conversión al calendario gregoriano
El calendario fue abolido desde el 1 de enero de 1805. Después de esa fecha, las opiniones parecen diferir en el método por el que los años bisiestos se habrían determinado si el calendario siguiera en vigor. Hay varias hipótesis para convertir las fechas del calendario gregoriano, de las cuales estas tres parecen ser las más significativas:
- Los años bisiestos se siguen variando a fin de garantizar que cada año el equinoccio de otoño caiga el 1 de Vendimiario, como fue el caso del año I del año XIV.
- El año bisiesto habría aumentado después de 15 años a 20 años, después de que un año bisiesto hubiera caído en cada año divisible por cuatro (por lo tanto en 20, 24, 28 ...), a excepción de los años de final del siglo, de acuerdo con las normas fijas propuestas por Romme. Esto simplifica las conversiones entre los calendarios gregoriano y republicano, pues el día extra republicano normalmente seguiría pocos meses después del 29 de febrero, al final de cada año divisible por cuatro.
- Los años bisiestos se habrían seguido con una regla fija, cada cuatro años a partir de la última (años 15, 19, 23, 27 ...) con el día extra añadido el año antes del divisible por cuatro, excepto los años de final de siglo.
- A partir del año 20, los años divisibles por cuatro serían años bisiestos, con excepción de los años divisibles por 128. Observación: esta norma fue propuesta por primera vez por Von Mädler, no antes de finales del siglo XIX. La fecha del Año Nuevo Republicano sigue siendo el mismo (23 de septiembre) en el calendario gregoriano, cada año 129 a 256 (1920-2047 d. C.).

La siguiente tabla muestra la relación entre varios años republicanos y gregorianos según el método:
| ER            | EC   | Equinoccio       | Romme            | Continuo         | 128-años         |
| ------------- | ---- | ---------------- | ---------------- | ---------------- | ---------------- |
| CCXIV (214)   | 2005 | 22 de septiembre | 22 de septiembre | 22 de septiembre | 23 de septiembre |
| CCXV (215)    | 2006 | 23 de septiembre | 22 de septiembre | 22 de septiembre | 23 de septiembre |
| CCXVI (216)   | 2007 | 23 de septiembre | 22 de septiembre | 23 de septiembre | 23 de septiembre |
| CCXVII (217)  | 2008 | 22 de septiembre | 22 de septiembre | 22 de septiembre | 23 de septiembre |
| CCXVIII (218) | 2009 | 22 de septiembre | 22 de septiembre | 22 de septiembre | 23 de septiembre |
| CCXIX (219)   | 2010 | 23 de septiembre | 22 de septiembre | 22 de septiembre | 23 de septiembre |